# نودلمان-ريختر إن.أر-30
النودلمان-ريختر إن.أر-30 (روسية: Нудельман-Рихтер НР–30) هو مدفع رشاش سوفييتي استخدم على نطاق واسع في الطائرات الحربية السوفييتية وطائرات دول حلف وارسو والدول المتحالفة مع الاتحاد السوفييتي. صمم المدفع نودلمان وريختر. دخل الخدمة عام 1954.

## وصف المدفع
كان الإن.أر-30 مدفع بماسورة واحدة وذو ارتداد قصير. يعد المدفع نسخة مكبّرة عن المدفع 23 مم نودلمان-ريختر إن.أر-23 والذي بدأ استخدامه عام 1949. يطلق الإن.أر-30 مقذوف ضخم، أكثر من ضعف وزن مقذوف الإن.أر-23 مما تطلب عمل مكابح لفوهة المدفع ووجود صمام أمان ضد الحرائق لحماية جسم الطائرة أثناء إطلاق المدفع. قبل هذا المدفع، زودت الطائرات السوفييتية بمدفعين 23 مم ومدفع 37 مم والذين كانا مختلفين عن بعضهما بشكل كبير، حيث كان المدفع 23 مم قويا ولكن كانت السرعة الأولية للمقذوف قليلة نسبيا، بينما كان ال 37 مم ضعيفا في معدل إطلاق النار وفي احتياطي الذخيرة.
حملت الميج-15 مثلا 80 طلقة لكل مدفع 23 مم تحمله، و40 طلقة للمدفع 37 مم. كان على الإن.أر-30 أن يجمع بين الطاقة التدميرية والسرعة الأولية للمدفع نودلمان إن-37 37 مم وبين معدل إطلاق النار السريع للمدفع نودلمان-ريختر إن.أر-23 23 مم.

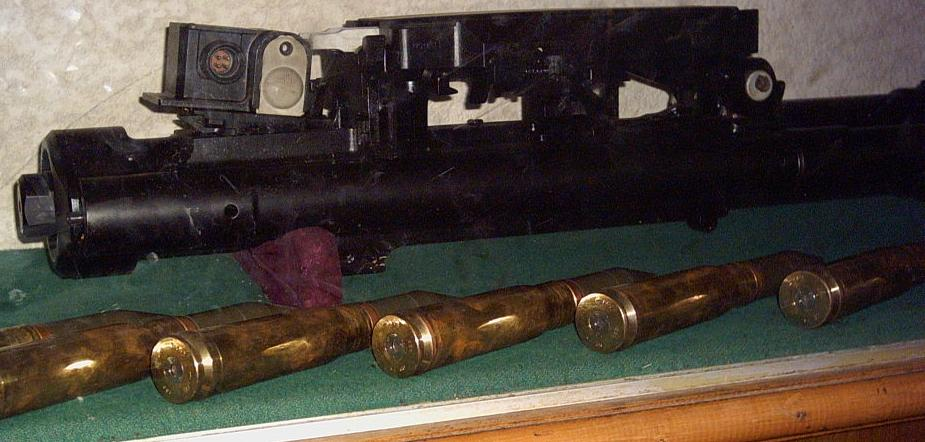
صورة تظهر الجزء الخلفي من المدفع والطلقات المستخدمة فيه معروضة في المتحف الحربي المصري.

كان وزن المقذوف 400 جرام (ضعف وزن مقذوف الإن.أر-23 ونصف وزن مقذوف الإن-37) وبلغت سرعتها ما يقرب من 800 متر/ثانية، وكان معدل إطلاق النار 900 دورة في الدقيقة تقريبا (أي أكثر من الإن.أر-23). حمل المدفع 70 طلقة. وعموما حمّل المدفع على الأجنحة وليس في مقدمة الطائرة. كان هناك عدة أنواع من الذخائر التي استخدمت في المدفع، أكثر من 20 نوعا. أكثر نوعين استخدما كانا المقذوف الخارق للدروع ووالقذائف المتفجرة. كان وزن مقذوف النوع الأخير من 40-48 جراما.
صمم المدفع ليطلق مقذوفات ثقيلة الوزن، كالمدفع الفرنسي دي.إي.إف.إيه والذي بلغ وزن مقذوفه 270 جرام، وسرعة مقذوف مشابهة ولكن مع معدل إطلاق نار أفضل (1200-1300 طلقة في الدقيقة) كما حمل كل مدفع 120-140 طلقة. كان الآن.أر-30 أيضا خفيفا وذو معل إطلاق نار أفضل (بمقارنة وزن المقذوف ومعدل إطلاق النار) على الرغم من كونه أخف بمقدار الثلث. فقط المدفع جريازيف-شيبونوف-301 هو أخف بين كل المدافع 30 مم.

## استخدامات المدفع
استخدم الإن.أر-30 بشكل أساسي في الطائرة ميج-19، الطرازات الأولي للميج-21، السوخوي-7، السوخوي-17. كما استخدم في الشنيانج جيه-6 النسخة الصينية من الميج-19. كما قام الصينيون بتصنيع نسخة خاصة بهم من الآن.أر-30 سميت تايب-30 وكان به بعض الخصائص المختلفة ولكن نظرية العمل كانت واحدة.
على الرغم من أن معدله لإطلاق النار يجعله مناسبا للهجوم الأرضي أكثر، الا انه بكل المقاييس يعد سلاحا قويا يجمع ما بين الدقة المناسبة والتأثير التدميري الكبير.

## خصائص الذخيرة
- وزن المقذوف: 410 جرام، 840 جرام.
- أنواع الذخيرة:قذيفة خارقة للدروع، قذيفة متفجرة، رقائق تشتيت للرادار.

## معرض صور

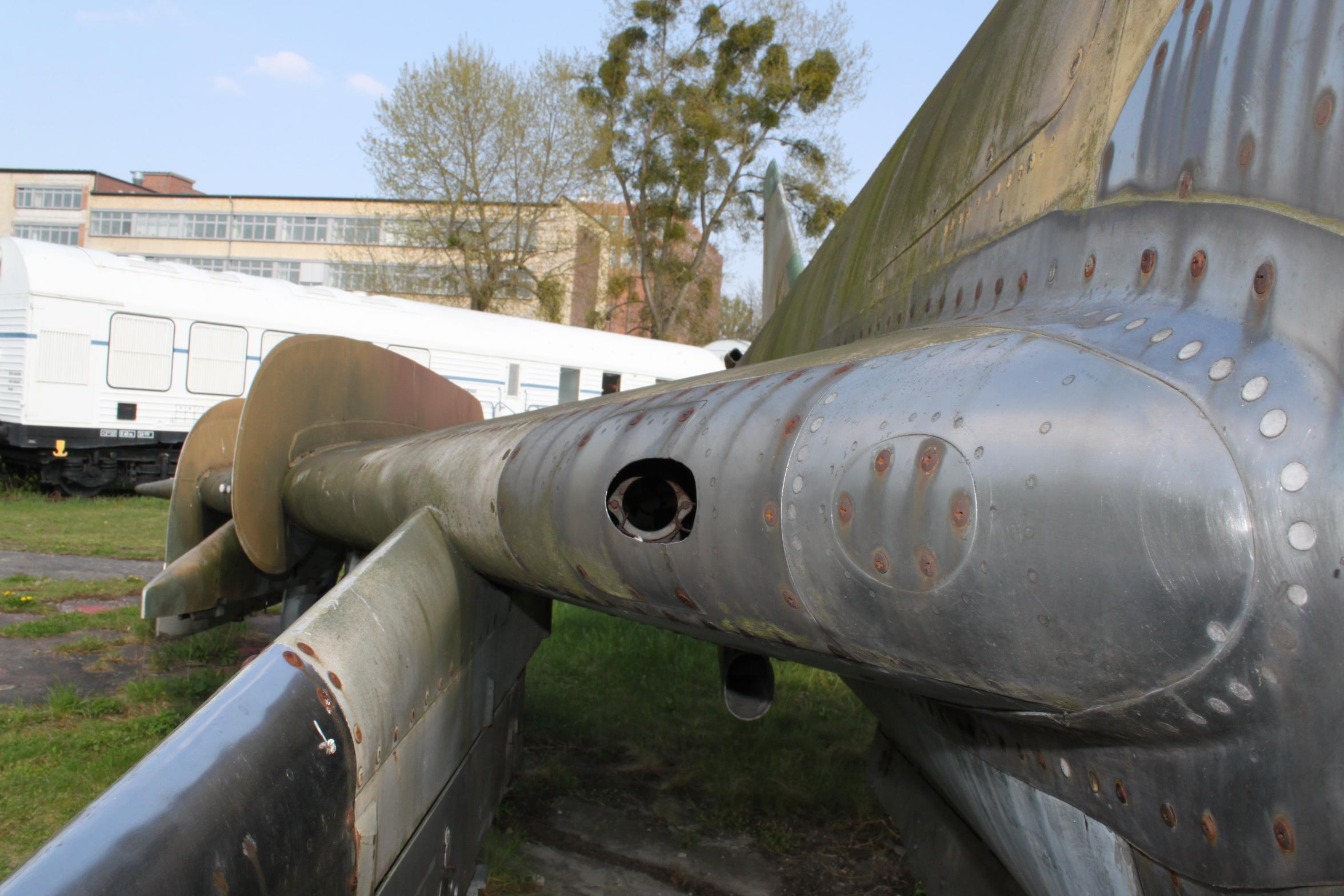
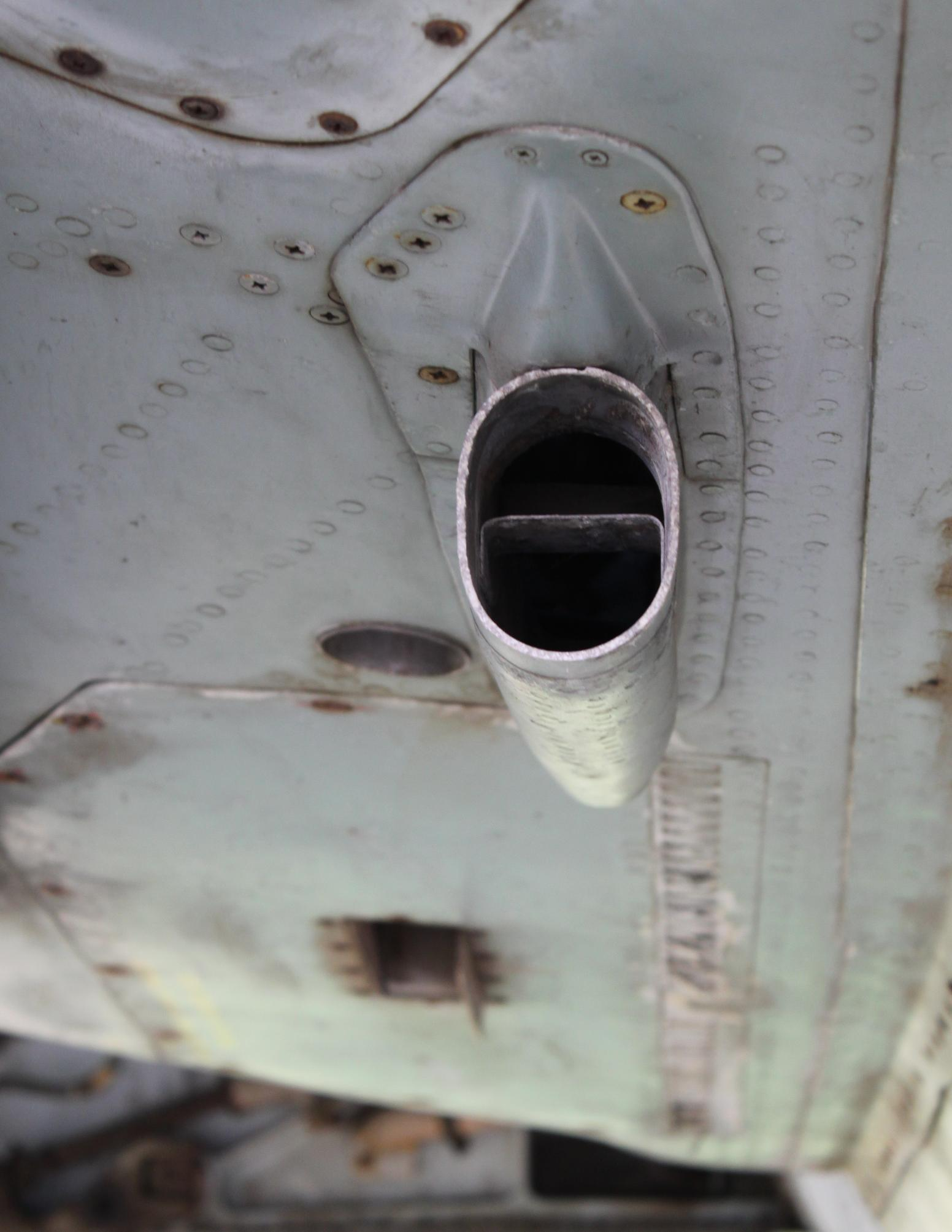
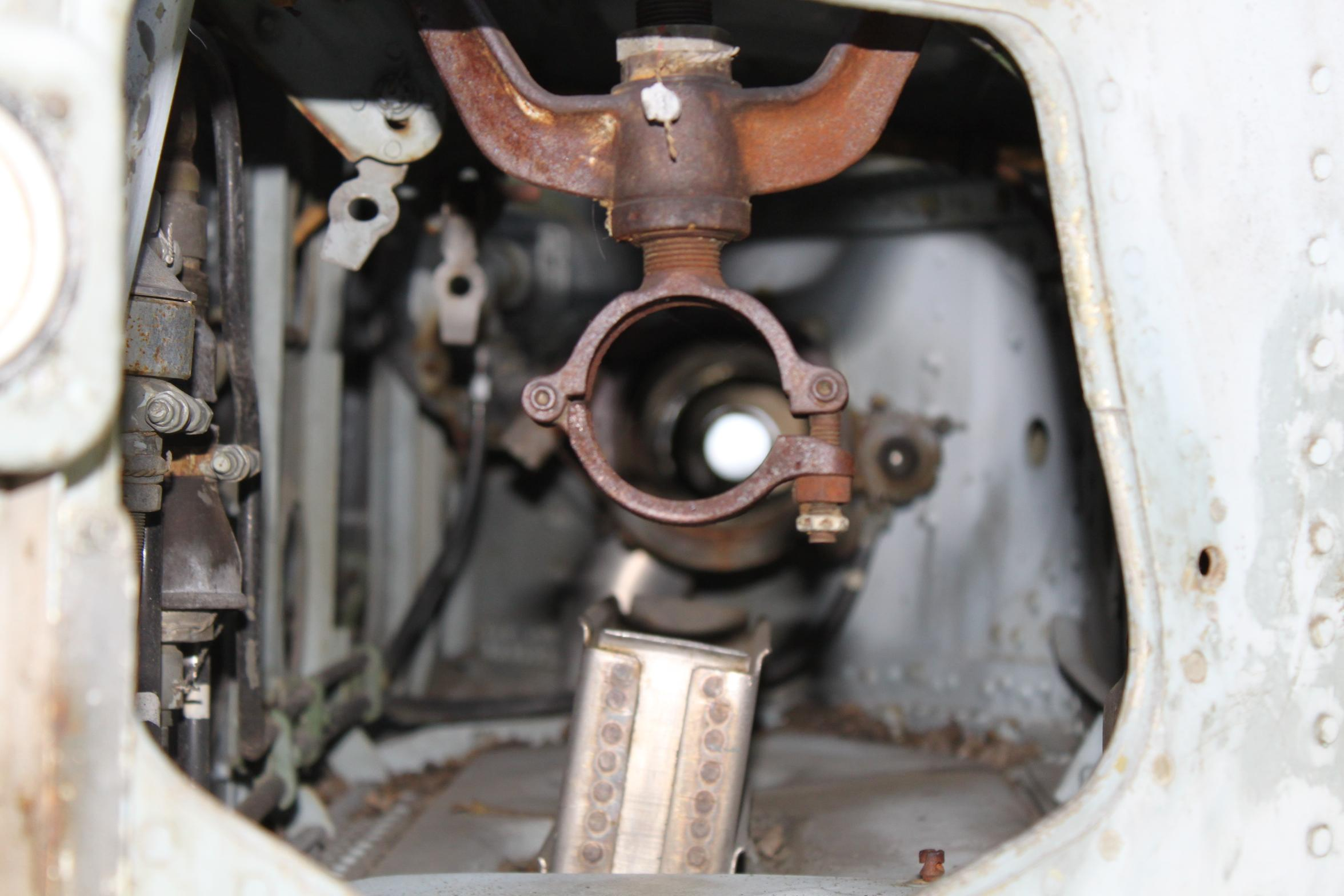